# تيم لانغ
تيم لانغ (26 مارس 1981 في أستراليا - ) (بالإنجليزية: Tim Lang)‏ هو لاعب كريكت أسترالي.

## وصلات خارجية
- تيم لانغ على موقع إي آس بي آن كريك إنفو (الإنجليزية)